# Андреас Гінкель
Андреас Гінкель (нім. Andreas Hinkel, нар. 26 березня 1982, Бакнанг) — німецький футболіст, що грав на позиції правого захисника.
Виступав, зокрема, за клуби «Штутгарт» та «Селтік», а також національну збірну Німеччини.
Володар Кубка Іспанії з футболу. Володар Суперкубка Іспанії з футболу. Чемпіон Шотландії. Володар Кубка шотландської ліги. Володар Кубка Шотландії. Володар Суперкубка УЄФА. Володар Кубка УЄФА.

## Клубна кар'єра
У дорослому футболі дебютував 2000 року виступами за команду клубу «Штутгарт», в якій провів шість сезонів, взявши участь у 156 матчах чемпіонату.  Більшість часу, проведеного у складі «Штутгарта», був основним гравцем захисту команди.
Протягом 2006—2008 років захищав кольори команди клубу «Севілья». За цей час виборов титул володаря Кубка УЄФА.
Своєю грою за останню команду привернув увагу представників тренерського штабу клубу «Селтік», до складу якого приєднався 2008 року. Відіграв за команду з Глазго наступні три сезони своєї ігрової кар'єри. Граючи у складі «Селтіка» також здебільшого виходив на поле в основному складі команди.
Завершив професійну ігрову кар'єру у клубі «Фрайбург», за команду якого виступав протягом 2011—2012 років.

## Виступи за збірну
У 2003 році дебютував в офіційних матчах у складі національної збірної Німеччини. Протягом кар'єри у національній команді, яка тривала 7 років, провів у формі головної команди країни 21 матч. Більшу частину проведеного у збірній часу програвав конкуренцію за місце правого оборонця у стартовому складі національної команди Філіппу Ламу.
У складі збірної був учасником чемпіонату Європи 2004 року у Португалії, розіграшу Кубка конфедерацій 2005 року у Німеччині, на якому команда здобула бронзові нагороди.

## Титули і досягнення
- Володар Кубка Іспанії з футболу (1):

«Севілья»: 2006–07
- Володар Суперкубка Іспанії з футболу (1):

«Севілья»: 2007
- Чемпіон Шотландії (1):

«Селтік»: 2007–08
- Володар Кубка шотландської ліги (1):

«Селтік»: 2008–09
- Володар Кубка Шотландії (1):

«Селтік»: 2010–11
- Володар Суперкубка УЄФА (1):

«Севілья»: 2006
- Володар Кубка УЄФА (1):

«Севілья»:  2006–07